# HD 111591
HD 111591，又名BD+23 2502，SAO 82523、HR 4873，是一颗恒星，视星等为6.43，位于銀經299.36，銀緯85.73，其B1900.0坐标为赤經12h 45m 21s，赤緯+23° 85.73′ 36″。